# Anja Althaus
Anja Althaus (* 3. September 1982 in Magdeburg) ist eine ehemalige deutsche Handballspielerin.

## Karriere
Althaus begann das Handballspielen im Alter von fünf Jahren in der Jugend des SC Magdeburg und wechselte als 16-Jährige zum Zweitligisten HC Niederndodeleben. 2000 nahm die 1,77 m große Kreisläuferin ein Angebot des Bundesligisten DJK/MJC Trier an und spielte dort sechs Jahre lang. Sie errang 2003 mit den „Miezen“ die Deutsche Meisterschaft und gehörte zu den besten Kreisspielerinnen der Bundesliga. Zur Saison 2007/08 machte Althaus einen weiteren Karrieresprung und wechselte zum dänischen Spitzenclub Viborg HK, mit dem sie mehrere nationale und internationale Titel errang. Im Sommer 2012 wechselte sie zum Bundesligisten Thüringer HC, den sie nach der Saison 2013/14 verließ und sich dem mazedonischen Verein ŽRK Vardar SCBT anschloss. Im Sommer 2017 schloss sie sich dem ungarischen Verein Győri ETO KC an. Nach der Saison 2017/18 beendete sie ihre Karriere.
Anja Althaus war Nationalspielerin der deutschen Nationalmannschaft. Sie nahm an den Europameisterschaften 2004, 2006, 2008, 2010, 2012 und 2014 sowie an den Weltmeisterschaften 2005, 2007 (Bronze), 2009, 2011, 2013 teil, auch an den Olympischen Spielen 2008 nahm sie teil und erreichte den 11. Platz.
Mit 243 Länderspielen bestritt Althaus nach Grit Jurack, Michaela Erler und Silvia Schmitt die viertmeisten Länderspiele für die deutsche Nationalmannschaft.
Althaus war 2023 als Co-Trainerin der nordmazedonischen Beachhandball-Nationalmannschaft tätig.
Althaus übernahm im November 2024 den Posten als Managerin der deutschen Frauenhandballnationalmannschaft.

## Privates
Althaus war mit dem dänischen Handballspieler Nicolai Hansen liiert. Mittlerweile lebt sie in einer Beziehung mit dem mazedonischen Handballspieler Tomislav Jagurinovski.

## Sportliche Erfolge
- Deutsche Nationalmannschaft
  - 7. Platz bei der Weltmeisterschaft 2013 in Serbien
  - 7. Platz bei der Weltmeisterschaft 2009 in China
  - 4. Platz Europameisterschaft 2008
  - 3. Platz bei der Weltmeisterschaft 2007 in Frankreich
  - Bronzemedaille bei der Junioren-WM 2001
- SC Magdeburg
  - 3-mal deutscher B-Jugend Meister
- DJK/MJC Trier
  - Deutscher Meister 2003
- Viborg HK
  - Dänischer Meister 2008, 2009, 2010
  - Dänischer Pokalsieger 2007, 2008
  - EHF Champions League 2009, 2010
- Thüringer HC
  - Deutscher Meister 2013, 2014
  - Deutscher Pokalsieger 2013
- ŽRK Vardar SCBT
  - Mazedonischer Meister 2015, 2016, 2017
  - Mazedonischer Pokalsieger 2015, 2016, 2017
- Győri ETO KC
  - Ungarischer Meister 2018
  - Ungarischer Pokalsieger 2018
  - EHF Champions League 2018